# Ритмы сопротивления
Ритмы сопротивления (Rhythms of Resistance, сокращенно RoR) — международная сеть политизированных барабанных ансамблей, поддерживающих антикапиталистические демонстрации и акции прямого действия.

## История

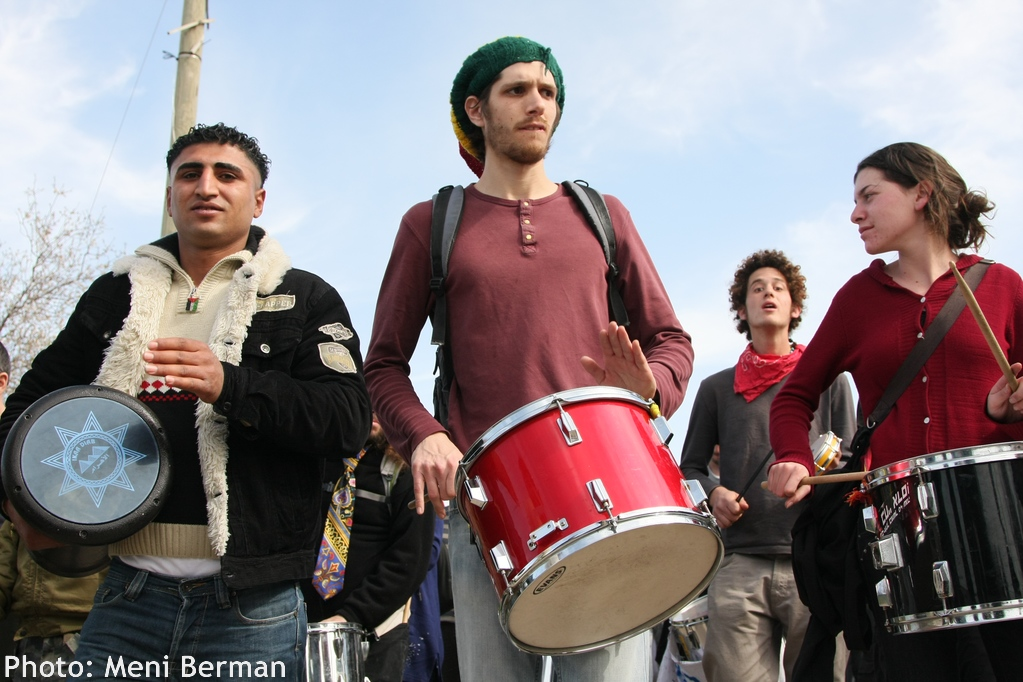
ROR на митинге против Израильского разделительного барьера.

Ритмы сопротивления рассматривают себя как продолжателей традиции африканских барабанных ансамблей, существовавших в 1970-е годы в Бразилии. Их участники происходили из беднейших районов, и музыка самба для них была тесно связана с протестным движением. Известные группы, выражавшие национальные настроения и социальный протест афро-бразильской среды — это Ilê Aiyê и Olodum Впоследствии стиль самба массово распространился по всему миру уже в коммерческой форме. «Ритмы сопротивления» часто называют себя «самба-ансамблями», что не совсем корректно, поскольку на самом деле они используют различные сочетания ритмов, выходящие за пределы этого жанра.
Эта музыка в сочетании с танцами и концепцией tactical frivolity стали основой для действий британской группы Earth First во время акций протеста против встречи Международного Валютного Фонда и Всемирного Банка в Праге в сентябре 2000 года. Розово-серебряный карнавальный блок (названный так по аналогии с милитантным «Черным блоком», также принимавшим участие в протесте). Тактические действия «карнавальных» протестующих позволили им обойти кордоны полиции, охранявшей саммит. В результате, саммит был завершен на день раньше намеченного срока.
Вслед за этим, аналогичные группы стали появляться в Европе и Северной Америке.

## Ритмы сопротивления на постсоветском пространстве
На постсоветском пространстве самба-бенды появились сравнительно недавно, после 2010 года. Они есть в разных городах России, Украины, Беларуси. Как правило, они ассоциированы с антифашистским, анархистским, феминистским и квир-движением.
Киевские «Ритмы Сопротивления» несколько лет подряд участвуют в организации первомайских демонстраций и феминистских акций 8-го марта.
Ритмы сопротивления в Санкт Петербурге получили известность после акций протеста против съезда европейских националистических организаций в марте 2015 года. Акции закончились задержанием активистов и административным судом.